# 松平伊忠
松平伊忠（1537年—1575年6月29日），日本戰國時代的武將。德川氏譜代家臣。深溝松平家第3代當主。父親是松平好景。

## 生平
在天文6年（1537年）出生，家中長男。在善明堤之戰中，於遠征上野城中逃難，之後繼承深溝松平家。
永祿6年（1563年），在武田信玄的軍勢進攻長澤城時，於小型戰鬥中將其撃退。此後，在鎮壓三河一向一揆、攻略掛川城、姉川之戰、三方原之戰等主要合戰中參戰，在家康早期的功臣中，有顯著的武功。
天正3年（1575年）5月，參加長篠之戰。同月20日晚上，加入受織田信長之命的酒井忠次率領的別働隊，負責其中一翼，乘著陰夜前往攻略鳶巢山。翌21日早上，殺死敵將武田信實（信玄的弟弟），立下功績。不過因為在追撃戰中過於突出，受到退卻中的小山田昌行猛烈反撃而戰死。享年39歲。被認為是戰死地的愛知縣新城市有海有伊忠的墓碑。